# Sesleria leucocephala
Sesleria leucocephala är en gräsart som beskrevs av Dc. Sesleria leucocephala ingår i släktet älväxingar, och familjen gräs. Inga underarter finns listade i Catalogue of Life.